# Jaroslav Bílek
Jaroslav Bílek (Vimperk, 16 maart 1971) is een Tsjechisch voormalig wielrenner.

## Overwinningen
1993
- Eindklassement Vredeskoers

1998
- Pardubice
- Otrokovice
- Hradec Králové
- Jedovnice

1999
- Plzen
- Eindklassement Ytong Bohemia Tour
- GP Palma
- Opocno
- Hradec Králové
- Staroměstské Kriterium Praha

2000
- Prerov

2001
- Pičin